# Aek Nabara (Simangumban)
Aek Nabara is een bestuurslaag in het regentschap Tapanuli Utara van de provincie Noord-Sumatra, Indonesië. Aek Nabara telt 991 inwoners (volkstelling 2010).